# Manonjaya (plaats)
Manonjaya is een bestuurslaag in het regentschap Tasikmalaya van de provincie West-Java, Indonesië. Manonjaya telt 5445 inwoners (volkstelling 2010).